# Olivier Besancenot

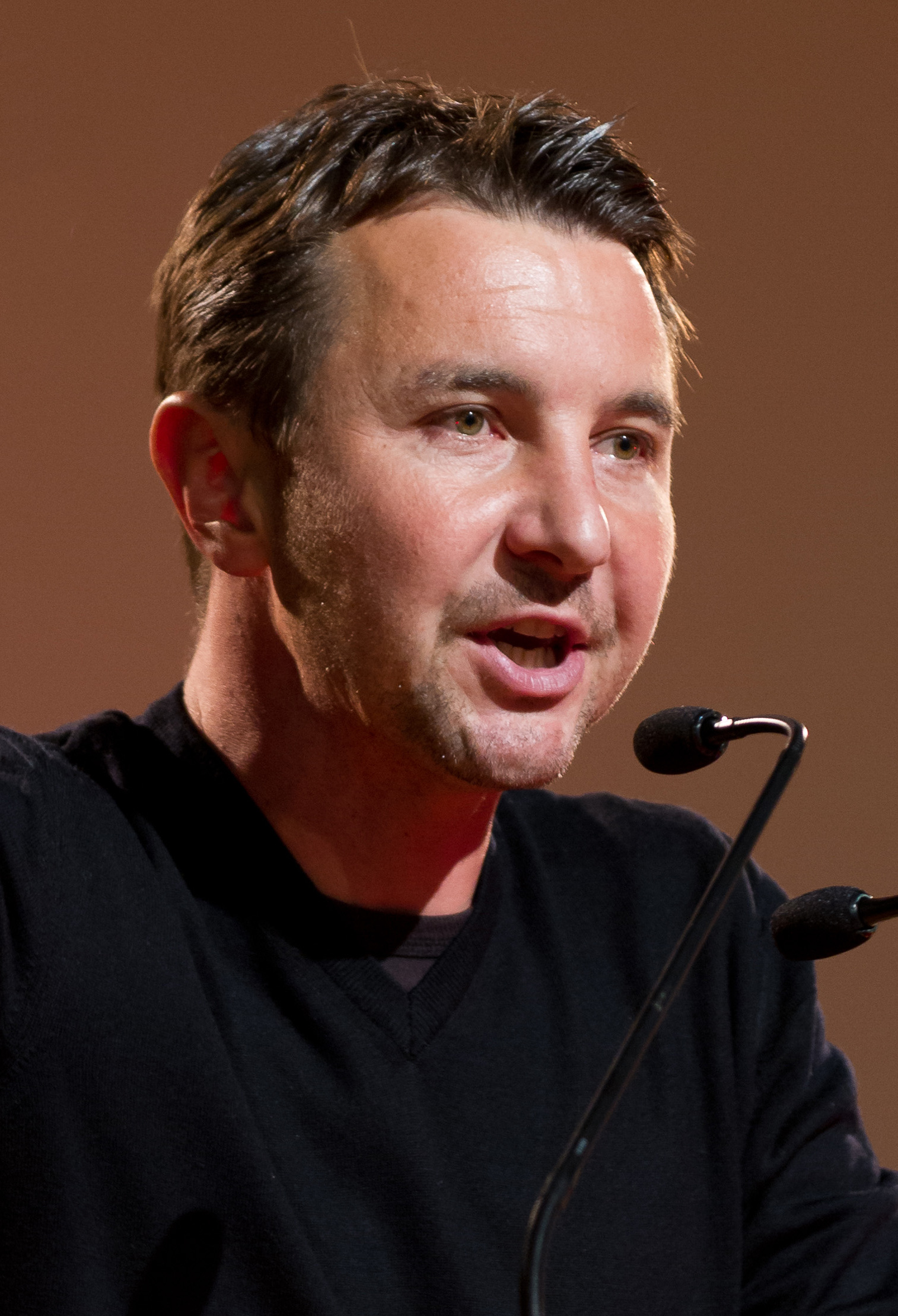
Olivier Besancenot, 2012

Olivier Besancenot (ur. 18 kwietnia 1974 w Levallois-Perret) – francuski polityk lewicowy, rzecznik Nowej Partii Antykapitalistycznej.

## Życiorys
Z wykształcenia historyk (licencjat – Uniwersytet Paris X (Nanterre); kontynuował studia na Uniwersytecie Paris VI (Uniwersytet Pierre’a i Marii Curie). Besancenot pracuje od 1997 jako listonosz. W wieku 14 lat dołączył do organizacji walczącej z rasizmem SOS Racisme, następnie do Rewolucyjnych Młodzieżówek Komunistycznych (Jeunesses communistes révolutionnaires). W 1991 stał się członkiem trockistowskiej Komunistycznej Ligi Rewolucyjnej. Po raz pierwszy reprezentował swoją partię w wyborach prezydenckich w 2002, mając wtedy 28 lat. Zdobył wówczas 1,3 mln głosów (wśród głosujących w wieku do 25 lat miał 14% poparcia). Był także kandydatem w wyborach w 2007 – uzyskał poparcie 1,5 mln wyborców.
W 2009 założył Nową Partię Antykapitalistyczną. Kładzie w niej nacisk na potrzebę wspólnego działania ludzi pracy przeciw rządom kapitału, bez podziałów według etykietek historyczno-partyjnych.